# Tafuchi
Tafuchi (達勃期 (Đạt Bột Kì)  ？－1414) là vua đời thứ tư của vương quốc Nam Sơn trên đảo Okinawa. Ông trị vì từ năm 1413 đến năm 1414. Tafuchi nguyên là án ti của Tomigusuku và là con trưởng của vua Oueishi, huynh trưởng của vua Ououso. Năm 1414, Tafuchi phát động làm loạn, đem quân giết chết Ououso rồi tự lập làm vua. Án ti các nơi sau này khởi binh diệt trừ Tafuchi, lập con trưởng của Ououso là Taromai làm vua.